# E75 (trasa europejska)
E75 – trasa europejska bezpośrednia północ-południe, biegnąca z Vardø w Norwegii przez Finlandię, Polskę, Czechy, Słowację, Węgry, Serbię, Macedonię Północną do miejscowości Sitia na Krecie w Grecji.

## Przebieg trasy
Do 2009 roku nie istniało połączenie promowe z Helsinek do Polski, potem jednak regularne promy na trasie Helsinki – Gdynia uruchomił Finnlines. Alternatywą była przeprawa do Tallinna i przejazd arterią E67 Tallinn – Piotrków Trybunalski.
- Norwegia – Vardø
- Finlandia – Droga państwowa nr 4 (Utsjoki – Rovaniemi – Oulu – Jyväskylä – Lahti – Helsinki)
- przeprawa promowa przez Morze Bałtyckie
- Polska – 658 km
  - Droga krajowa nr 91 (Gdańsk – Pruszcz Gdański)
  - Droga krajowa nr 91 (Częstochowa - Podwarpie)
  - Droga krajowa nr 6 (Pruszcz Gdański – Rusocin)
  - Autostrada A1 (Rusocin – Pyrzowice)
  - Droga ekspresowa S1 (Pyrzowice – Dąbrowa Górnicza – Jaworzno – Mysłowice – Tychy)
  - Droga krajowa nr 1 (Tychy – Pszczyna – Bielsko-Biała)
  - Droga ekspresowa S52 (Bielsko-Biała – Cieszyn)
- Czechy
  - droga krajowa nr 11 (Czeski Cieszyn przez Trzyniec, Jabłonków do granicy ze Słowacją)
- Słowacja – 273 km
  - droga krajowa nr 11 do Żyliny,
  - autostrada D1 przez Bytčę (skrzyżowanie z E442), Trenczyn, Trnawę, Senec (skrzyżowanie z E571) do Bratysławy (skrzyżowanie z E58, E65 i E575)
  - autostrada D2 do granicy państwowej Bratislava Rusovce-Rajka (odcinek Bratysława – Mosonmagyaróvár wspólny z E65)
- Węgry – 397 km
  - autostrada M15 do Mosonmagyaróvár,
  - autostrada M1 przez Győr do Budapesztu (odcinek wspólny z E60),
  - autostrada M0 – obwodnica Budapesztu,
  - autostrada M5 przez Kecskemét i Segedyn do przejścia granicznego Röszke-Horgoš
- Serbia – 580 km
  - autostrada A1 przez Nowy Sad, Belgrad, Nisz do granicy z Macedonią Północną
- Macedonia Północna – Kumanowo, Skopje
- Grecja – Saloniki, Larisa, Ateny
- przeprawa promowa przez Morze Kreteńskie
- Grecja – Suda, Sitia

## Stary system numeracji
Do 1985 obowiązywał poprzedni system numeracji, według którego oznaczenie E75 dotyczyło trasy o następującym przebiegu: Levanger – Sandvika – Brunflo – Hamrånge. Arteria E75 była wtedy zaliczana do kategorii „A”, w której znajdowały się główne trasy europejskie.

### Drogi w ciągu dawnej E75
Lista dróg opracowana na podstawie materiału źródłowego
| Norwegia | droga E75: Stjørdalshalsen – Kopperå – granica ze Szwecją                                    |
| Szwecja  | droga E75: granica z Norwegią – Storlien – Krokom – Östersund – Brunflo – Bräcke – Sundsvall |